# Thomas Charles Bridges
Thomas Charles Bridges (1807 - 1865) fue un taxónomo, y naturalista inglés de la época victoriana.

## Biografía
Fue notable por su descubrimiento de nuevas especies de plantas y animales de América del Sur, los Andes y California. Los especímenes que recogió fueron enviados de regreso a Europa para su identificación.
Bridges emigró a California en 1856, las muestras recogidas durante este periodo hasta su muerte se presentaron al Herbario Nacional en Washington por su viuda.

## Eponimia
Género
- (Sapindaceae) Bridgesia Bert. ex Cambess.[5]

Especies
- (Adiantaceae) Platyloma bridgesii J.Sm.[6]
- (Cactaceae) Copiapoa bridgesii (Pfeiff.) Backeb.[7]